# Evangelisation

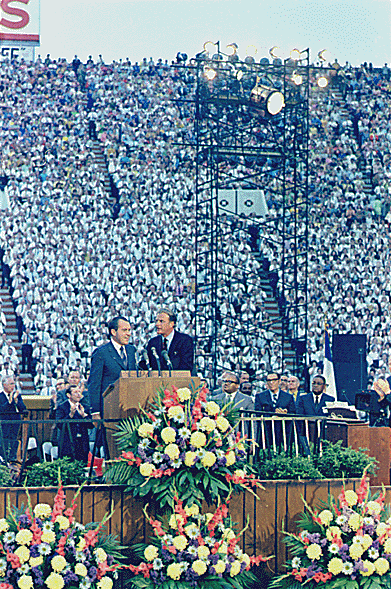
Großevangelisation mit Billy Graham und Richard Nixon (1970)

Evangelisation oder Evangelisierung (eher im katholischen Bereich gebräuchlich) bezeichnet die Verbreitung des Evangeliums von Jesus Christus. Sie kann sowohl im Sinne der Missionierung Nicht- oder Andersgläubiger betrieben werden, die auf die Bekehrung (Konversion) und Taufe der Angesprochenen abzielt, als auch im Sinne einer Katechese zur Neubelebung oder Wiedererweckung des Glaubens bereits getaufter Christen.
In einem engeren Begriffsverständnis benutzt man in evangelischen und evangelikalen Kreisen den Ausdruck Evangelisation häufig als Bezeichnung für mehr oder weniger aufwändige Verkündigungsveranstaltungen, die sich primär an Kirchendistanzierte und Nichtchristen richten. Die Formen dieser Evangelisationen, deren Geschichte ins 18. Jahrhundert zurückgeht, sind vielfältig; sie reichen von Großevangelisationen über Evangelisationswochen in kirchlichen Räumen sowie Zeltevangelisationen bis hin zum so genannten evangelistischen Straßeneinsatz und zur persönlichen Evangelisation.
Theologische Grundlage der Evangelisation (im weiteren wie auch im engeren Sinn) ist der so genannte Missionsbefehl Jesu, mit dem die Jünger aufgefordert werden, hinaus in alle Welt zu gehen und die Frohe Botschaft zu verkünden.

## Etymologie
Der Begriff leitet sich vom neutestamentlichen (griech.: εὐαγγέλιον) Evangelium her und bedeutet, Menschen mit dem Evangelium von Jesus Christus bekanntzumachen und sie zu einer persönlichen Glaubensentscheidung einzuladen. Prediger, die bei Evangelisationen auftreten, nennt man Evangelisten.

## Geschichte

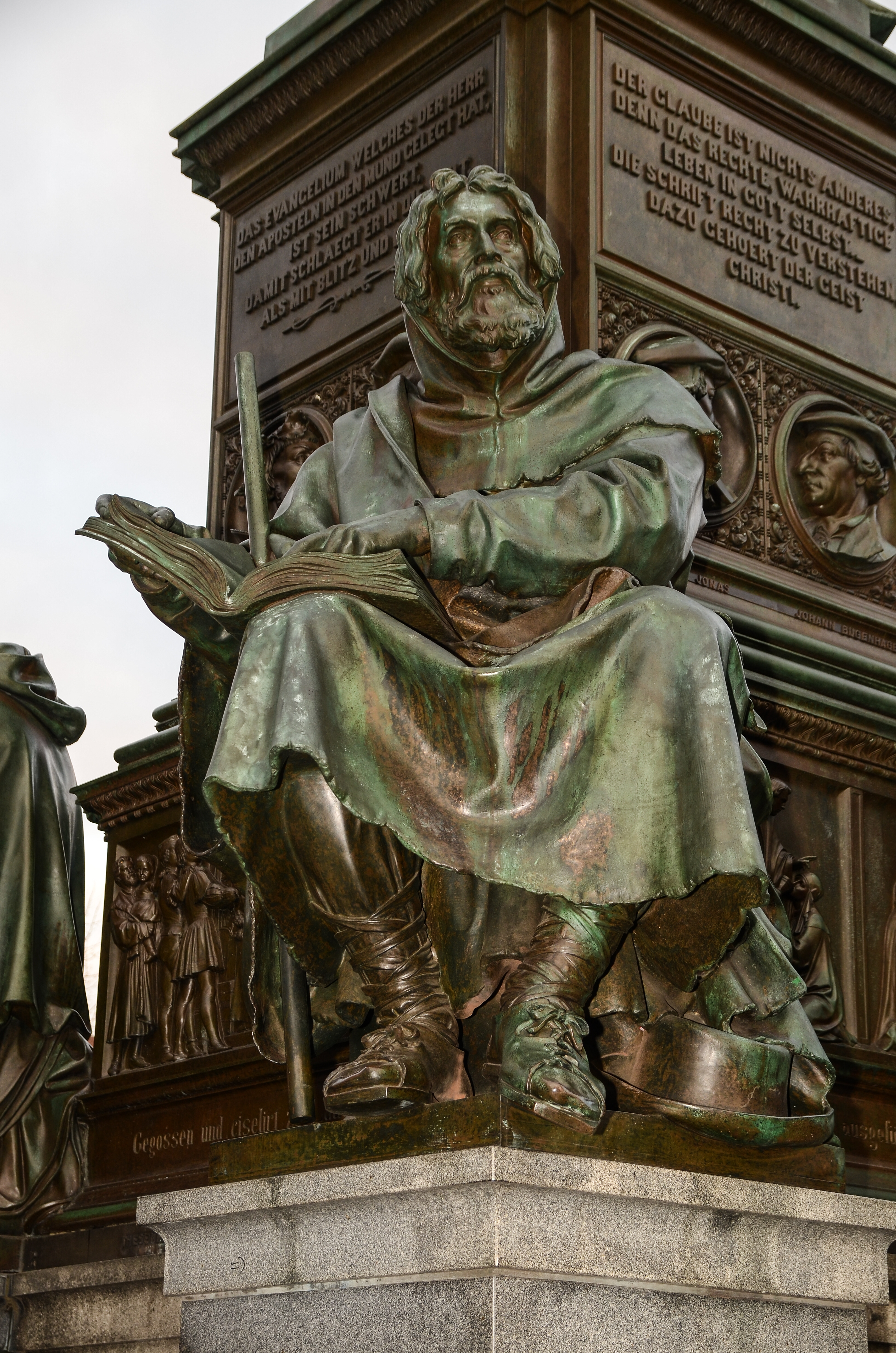
Petrus Valdes

Als Vorläufer der modernen Evangelisationsbewegung gelten unter anderem Bernhard von Clairvaux (1091–1165), Petrus Waldes (1179–1218), Berthold von Regensburg († 1272), John Wycliff (1320–1384) sowie die Brüder vom gemeinsamen Leben. Vor allem die Reformation und Gegenreformation brachte eine große Anzahl von Verkündigern hervor, die außerhalb ihrer eigenen Kirchengemeinschaft auf evangelistische Weise wirkten und dabei zum Teil große geistliche Bewegungen initiierten. Stellvertretend für die vielen Prediger seien hier der Lutheraner Johannes Brenz (1499–1570), der „Wanderevangelist“ Kaspar Schwenkfeld (1489–1561) und der Täufer Balthasar Hubmeier (1485–1528) genannt.

### 18. Jahrhundert

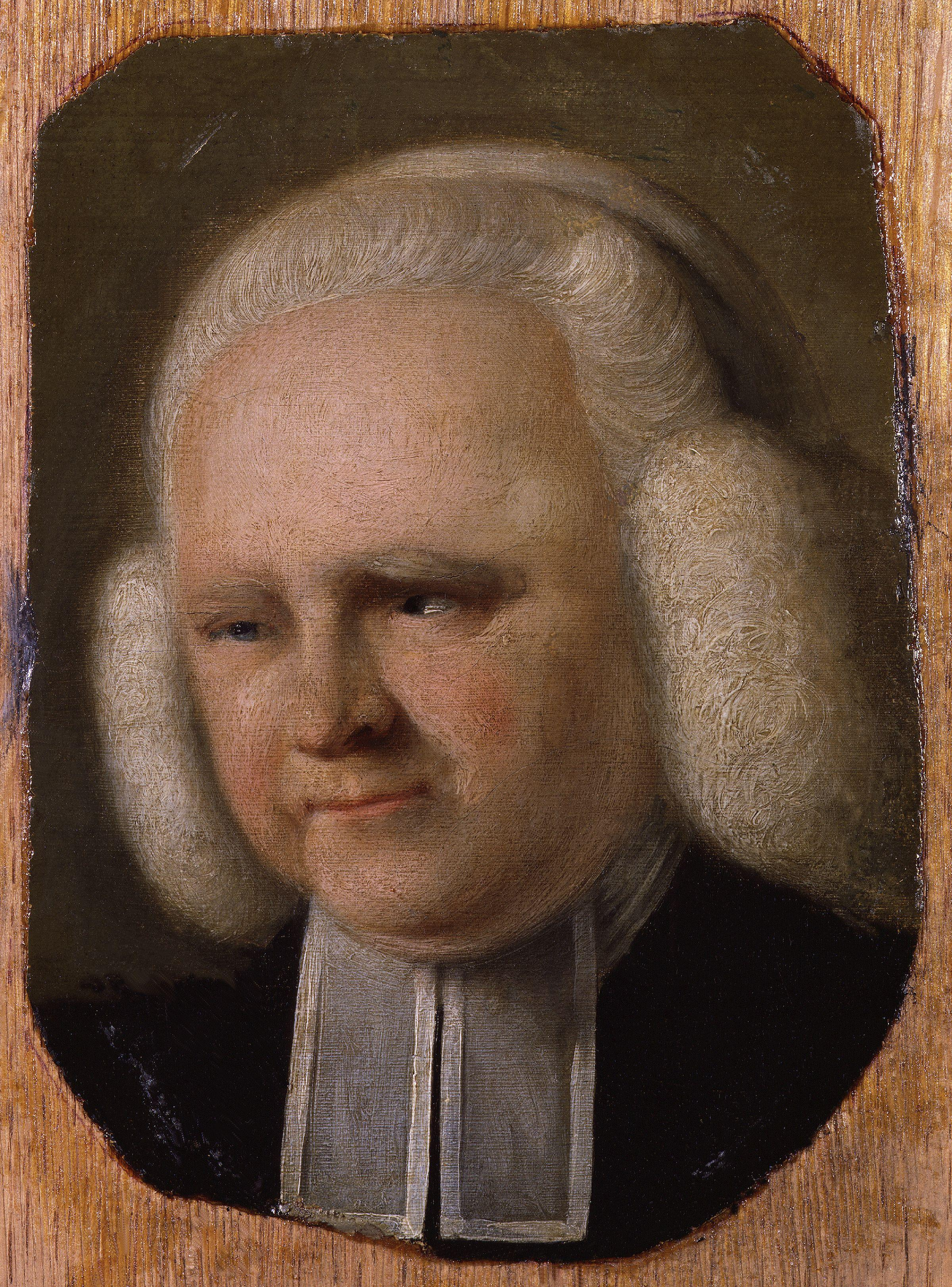
George Whitefield

Ein bedeutsames Datum für die Entstehung der Evangelisationsbewegung im angelsächsischen Raum ist der 17. Februar 1739. George Whitefield, der als einer der ersten Evangelisten im modernen Sinne gilt, predigte an diesem Tag unter freiem Himmel in Kingswood bei Bristol vor kirchendistanzierten Bergwerksarbeitern. Der Erfolg dieser Evangelisation bewog ihn, als itinerant evangelist (reisender Evangelist) zunächst durch England und später durch Schottland, Irland und die nordamerikanischen Staaten zu ziehen. Hier stieß er auf Jonathan Edwards und die 1734 unter dessen Wirksamkeit aufgebrochene Erweckung und motivierte viele Anhänger dieser Bewegung zum evangelistischen Dienst. In enger Verbundenheit mit ihm arbeitete John Wesley, der Begründer der methodistischen Bewegung. Als in der amerikanischen Pionierzeit (1792–1825) Hunderttausende die große Westwanderung antraten, folgten ihnen baptistische und methodistische Laienevangelisten, aus deren Evangelisationsarbeit um 1800 eine neuerliche Erweckungsbewegung entstand.

### 19. Jahrhundert

Dwight L. Moody

Evangelistische Abende 1883 im Bethaus der jeverschen Baptisten. Evangelist war Wilhelm Haupt.

Bedeutsame Anstöße zur Entwicklung der Evangelisationsarbeit in Deutschland gab bereits der frühe Pietismus. Die eigentliche Geburtsstunde der modernen Evangelisation wird hier allerdings auf den Anfang des 19. Jahrhunderts datiert. In dieser Zeit begegneten sich der Pietismus und die angelsächsische Erweckungsbewegung. Aus dieser Begegnung gingen zahlreiche Evangelisten und evangelistische Initiativen hervor, deren Nachwirkungen zum Teil bis in die Gegenwart hinein auszumachen sind. Ausgangspunkte evangelischer Evangelisationsarbeit im deutschsprachigen Raum waren zunächst geografisch auf die sogenannten Erweckungsgebiete eingegrenzt. In der Folgezeit entstanden in diesen Regionen Einrichtungen und Werke, deren Wirkung weit über die Grenzen der Erweckungsgebiete hinausgingen und auch die nationale Grenze überschritten. Zu diesen Werken gehören unter anderem die Evangelische Gesellschaft für Deutschland (1848) und der 1897 gegründete Deutsche Verband für evangelische Gemeinschaftspflege und Evangelisation. Erwähnt werden müssen in diesem Zusammenhang auch die Gründung von Evangelistenschulen – so zum Beispiel in Chrischona bei Basel (um 1841) und das Johanneum in Wuppertal (um 1886). Die im 19. Jahrhundert ins Leben gerufenen Berufsmissionen hatten ebenfalls eine evangelistische Zielsetzung. Ihre Adressaten waren die durch die Industrialisierung entwurzelten und kirchlich distanzierten Berufstätigen.
Träger der Evangelisation waren in dieser Zeit auch die damals im deutschsprachigen Raum noch jungen Freikirchen. Zu ihnen gehörten neben anderen die Baptisten, Methodisten und Adventisten.
Zu den bedeutenden deutschsprachigen Evangelisten dieser Zeit gehörte der überkonfessionell wirkende Prediger Elias Schrenk (1831–1913). Seine Vorbilder, größtenteils Nichttheologen, stammten allerdings aus England und Amerika. Zu ihnen gehörten der Jurist Charles Grandison Finney und der Schuhverkäufer Dwight Lyman Moody, der in seiner 40-jährigen Tätigkeit als Reiseevangelist Millionen von Menschen erreichte.

### 20. Jahrhundert
In der Mitte des 20. Jahrhunderts wurden insbesondere Billy Graham, Oral Roberts und William Branham durch Massenevangelisationen bekannt. Während Billy Graham hauptsächlich mit verschiedenen nichtcharismatischen Kirchen und Gemeinden zusammenarbeitete, waren Roberts und Branham Führer des Healing Revivals der noch jungen Pfingstbewegung.

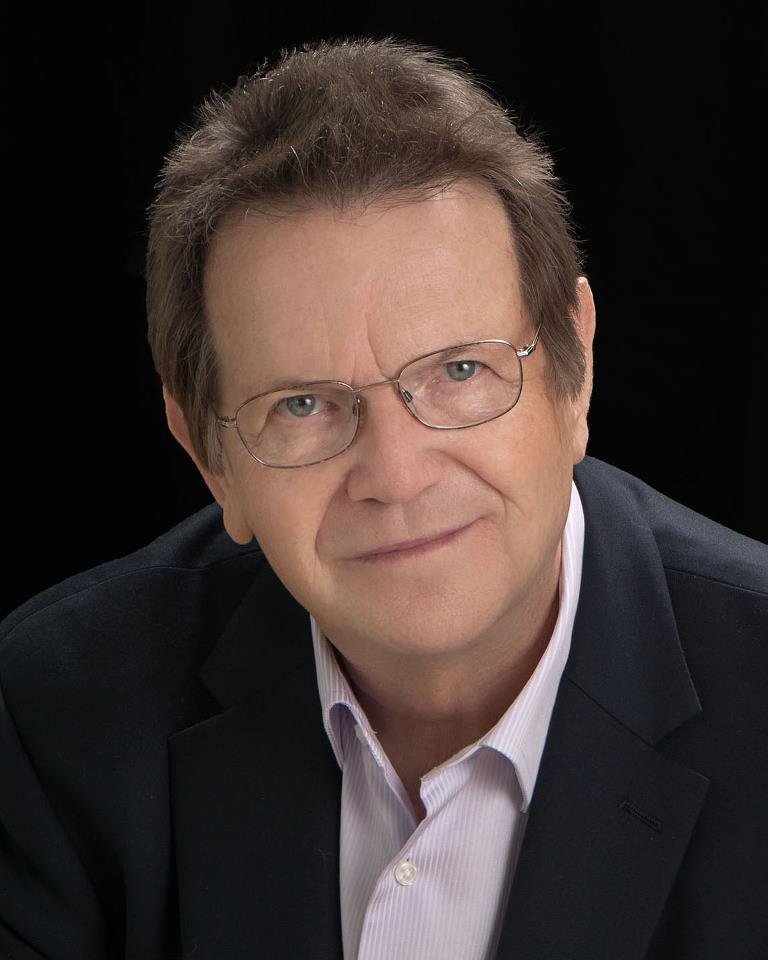
Reinhard Bonnke, 2014

In Deutschland führte die Deutsche Zeltmission seit dem Zweiten Weltkrieg evangelistische Großveranstaltungen durch, ebenso das 1954 gegründete Janz Team. Um das Jahr 2000 waren in Deutschland Reinhard Bonnke, Andreas Hübner, Wilhelm Pahls und Ulrich Parzany als Prediger auf Großveranstaltungen bekannt, deren Schwerpunkt teils in Afrika lag. Der 2019 verstorbene Evangelist Bonnke brachte an Evangelisationsveranstaltungen in Afrika außergewöhnlich viele Besucher zusammen, in Nigeria wurde erstmals die Millionengrenze überschritten.

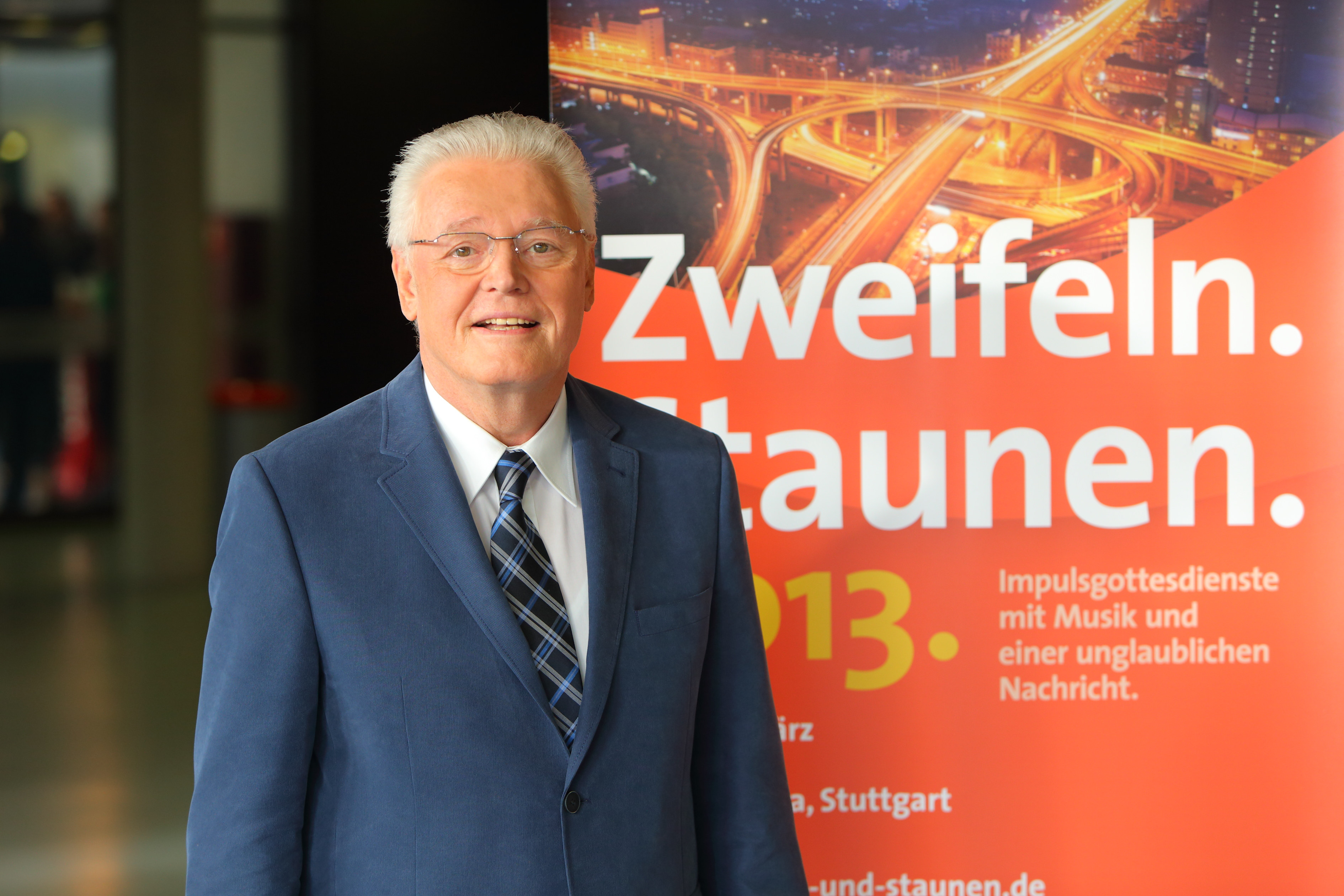
Ulrich Parzany bei ProChrist 2013

In Deutschland finden seit 1993 regelmäßig überkonfessionelle Massenevangelisationen unter dem Namen ProChrist statt, deren Zentralveranstaltung jeweils per Satellit an mittlerweile über 1.300 Veranstaltungsorte in 18 Ländern Europas übertragen wird.
Die Erfolge der evangelistischen Arbeit im angelsächsischen und im deutschsprachigen pietistischen und freikirchlichen Raum führten auch in den weitgehend von Orthodoxie und Aufklärung geprägten Landeskirchen zu einem Umdenken. Bereits im Revolutionsjahr 1848 und ein Jahr später in einer Denkschrift hatte Johann Hinrich Wichern gefordert: „Es muss das Evangelium wieder von den Dächern gepredigt werden, es muss auf den Märkten und Straßen frei angeboten und gepriesen werden [...] gleichsam vor den Toren der geordneten Kirche!“ Umgesetzt innerhalb der evangelischen Landeskirchen wurden diese Forderungen allerdings erst nach dem Ersten Weltkrieg durch die Gründung der Kirchlichen Volksmission.

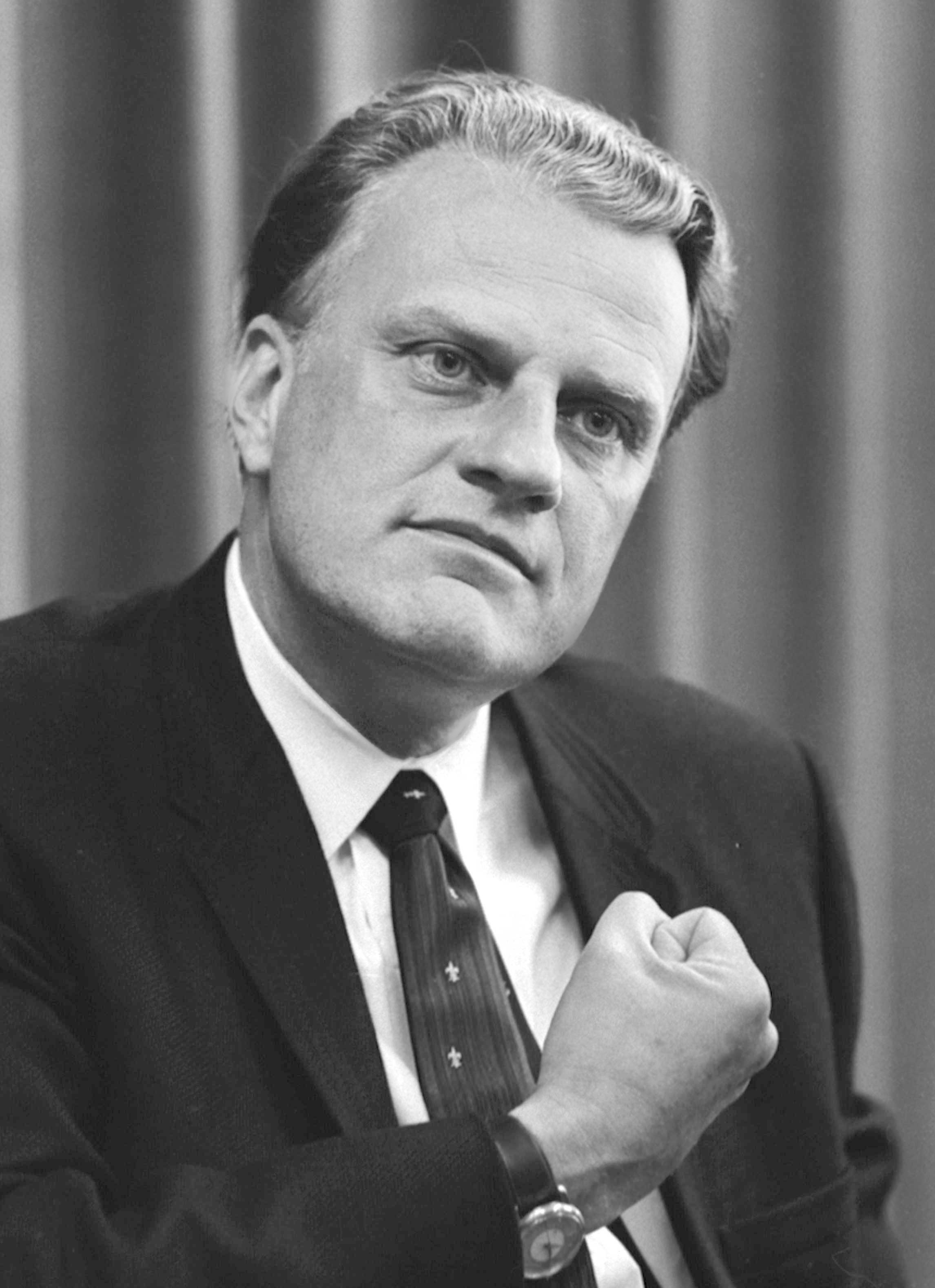
Billy Graham (1966)

Ab Mitte des 20. Jahrhunderts führte der amerikanische Evangelist und Baptistenpastor Billy Graham Großevangelisationen durch, bei denen unter Einsatz moderner Technik Millionen von Menschen erreicht wurden. Von großer Bedeutung für die weitere Entwicklung der Evangelisation im deutschsprachigen Raum waren die Großevangelisation Billy Grahams in Berlin 1963 sowie die von der Dortmunder Westfalenhalle aus in viele Orte übertragene mehrtägige Evangelisationsveranstaltung Euro ’70. Die Berliner Evangelisation wurde zum Impuls für die Einberufung des Weltkongresses für Evangelisation, der vom 26. Oktober bis zum 4. November 1966 in Westberlin stattfand und an dem über 1200 Besucher aus über 100 Nationen teilnahmen. Sie gilt als erste Weltkonferenz zum Thema Evangelisation.
Die evangelikale Lausanner Bewegung mit dem Motto Alle Welt soll sein Wort hören, wurde 1974 im schweizerischen Lausanne durch 2700 evangelikale Delegierte aus 150 Ländern ins Leben gerufen. Mit der verabschiedeten Lausanner Verpflichtung wurde das Anliegen für Evangelisation und Weltmission unter Berücksichtigung kultureller Umstände und sozialer Verantwortung bekräftigt und gefördert. Führend bei der Gründung waren Billy Graham, der britische Anglikaner John Stott und der deutsche Missionswissenschaftler Peter Beyerhaus. Es folgte 1989 eine Konferenz im philippinischen Manila mit 4300 Teilnehmern, wo das Manifest von Manila entstand, das auf Lausanne 1974 aufbaute und neben Evangelisation weiterhin die soziale Verpflichtung einschloss. 2010 fand im südafrikanischen Kapstadt der 3. Internationale Kongress für Weltevangelisation in Zusammenarbeit mit der Weltweiten Evangelischen Allianz statt. Im Herbst 2024 fand in Seoul−Incheon, Südkorea, der vierte Lausanner Weltkongress (englisch: The Fourth Lausanne Congress) statt, an dem bereits gut 5000 Personen aus 202 Ländern teilnahmen, wovon eine Mehrheit aus Asien, Afrika und Lateinamerika stammte.
Die Euro ’70 mit ihren Nachfolgeveranstaltungen wurde zur Keimzelle von ProChrist. Diese überkonfessionelle evangelistische Großveranstaltung findet seit 1993 regelmäßig statt und wird von einem zentralen Ort in mittlerweile 1300 Veranstaltungsorten in 18 Ländern übertragen. Als Nachfolger von Billy Graham evangelisiert hier der landeskirchliche Pfarrer Ulrich Parzany.
Zu beobachten ist, dass in den letzten Jahrzehnten des 20. Jahrhunderts immer größere Evangelisationsveranstaltungen weltweit stattfinden. So gab es im Januar 2005 in Indien eine dreitägige Veranstaltung, bei der mehr als 7 Millionen Menschen in drei Veranstaltungen zusammenkamen.

## Träger und Praxis evangelistischer Veranstaltungen

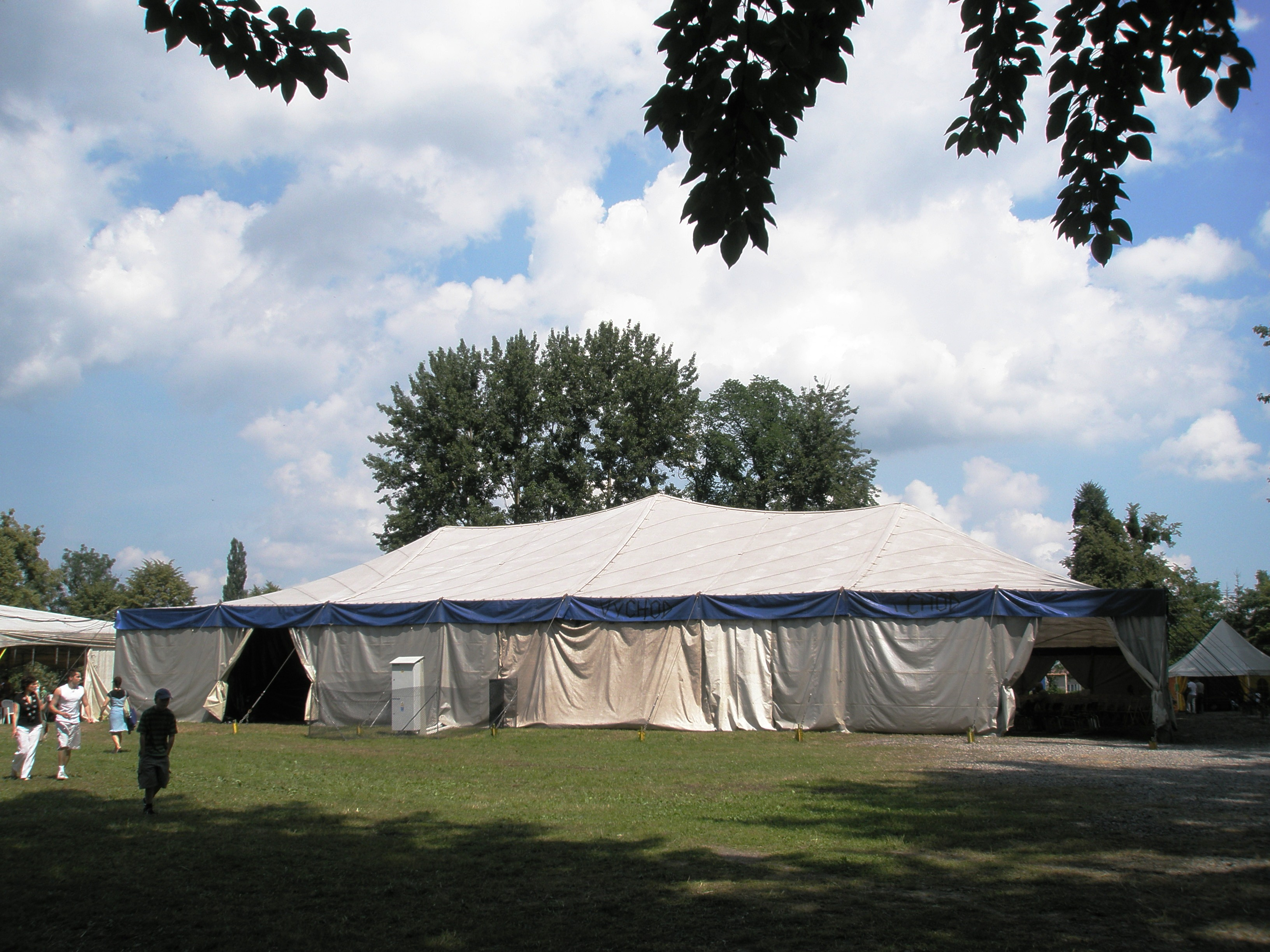
Lutherisches Evangelisationszelt in Polen

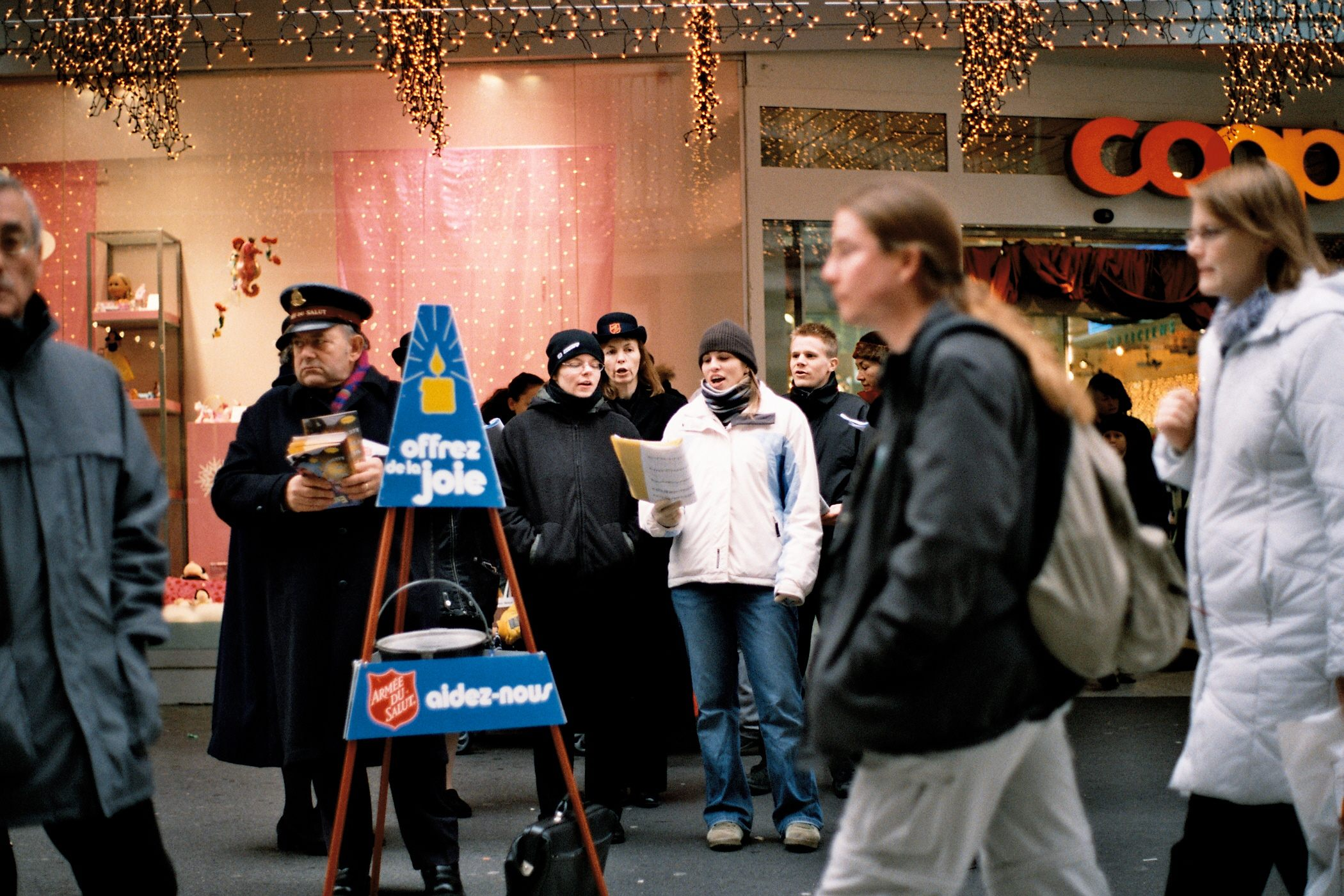
Straßenevangelisation der Heilsarmee

Evangelisierende Kirchen, Gemeinschaften und sogenannte Freie Werke berufen sich u. a. auf den sogenannten Missionsbefehl Jesu Christi. Typisches Kernstück jeder Evangelisationsveranstaltung ist die Predigt, die in einem Aufruf zur Bekehrung mündet.
Evangelisationen finden gelegentlich in Kirchen und Gemeinderäumen statt, häufiger werden bewusst nichtkirchliche Veranstaltungsorte gewählt, z. B. Stadthallen, Sportstadien und Großraumzelte (siehe Zeltevangelisation). Eine besondere Form sind Fernsehevangelisationen, bei denen ein zentral produziertes Programm via Satellit in Gemeindehäuser und Jugendzentren übertragen wird. Dazu zählen Massenevangelisationen wie ProChrist und JesusHouse.
Eine weitere Form evangelistischer Praxis ist die Straßenevangelisation, bei der im öffentlichen Raum durch Kurzpredigten, Musik und kreative Kleinkunst (zum Beispiel Straßentheater, Pantomime etc.) Glaubensinhalte vermittelt werden sollen.
Auf spezielle Zielgruppen hin orientiert sind die Berufsmissionen sowie eine Vielzahl kleinerer und größerer evangelistischer Organisationen, die sich an spezielle Interessentenkreise richten. Einige Beispiele seien hier erwähnt, um das breite Spektrum dieser Evangelisationsarbeit aufzuzeigen: Christliche Modelleisenbahner (cmt), Kitesurfer Ewigkite, Frühstückstreffen für Frauen eV  oder christliche Motorradclubs wie die Christian Motorcyclists Association.
Neben den erwähnten evangelistischen Veranstaltungen hat vor allem im evangelikalen Bereich die sogenannte persönliche Evangelisation beziehungsweise die Freundschaftsevangelisation eine besondere Bedeutung. Spezielle Kurse und Literatur sollen dazu motivieren und anleiten, den christlichen Glauben in Alltagsbegegnungen und Beziehungsnetzen zur Sprache zu bringen.
Eine weite Verbreitung findet auch der internationale und evangelistische Alpha-Kurs, der 1990 vom anglikanischen Pfarrer Nicky Gumbel der Holy Trinity Brompton Church von Nicky Lee übernommen und weiterentwickelt wurde. Bereits im Jahr 1973 fand der erste Alpha-Kurs statt, 1993 wurde die erste Alpha-Konferenz für Kirchenführer durchgeführt, an der etwa 1000 Führungskräfte teilnahmen. Im Jahr 2022 gab es Alpha-Kurse in 169 Ländern, die von unterschiedlichen Kirchen, einschließlich von katholischen und orthodoxen Kirchen, verantwortet wurden. Insgesamt besuchten 30 Millionen Menschen einen der zahlreichen Alpha-Kurse, die in 170 Sprachen angeboten wurden.
Nicht unerwähnt bleiben soll auch die Evangelisation über Internet bzw. Internetevangelisation über verschiedene Online-Möglichkeiten wie über Blogs, Websites, Soziale Netzwerke etc.